# Blanka Cichon
Blanka Cichon (* 30. dubna 1979) je česká divadelnice. Od 1. září 2019 do prosince 2023 byla ředitelkou Dejvického divadla v Praze.

## Život
V letech 2001–2005 vystudovala divadelní produkci na Divadelní fakultě Akademie múzických umění v Praze. V letech 2004–2007 pracovala jako produkční v televizi TV Nova. Poté působila v letech 2007–2011 jako produkční ve zvukovém studiu Soundsquare. Od roku 2012 spolupracuje s Dejvickým divadlem. Nejprve zde pracovala jako tajemnice uměleckého souboru (2012–2015), poté jako tajemnice ředitelky (2015–2017) a nakonec jako odborná náměstkyně (2018–2019). Dne 1. září 2019 se stala ředitelkou divadla. Tuto funkci vykonávala do 31. prosince 2023.